# 사오링구
사오링구(한국어: 소릉구, 중국어: 召陵区, 병음: Shàolíng Qū)는 중화인민공화국 허난성 뤄허 시의 현급 행정구역이다. 넓이는 405km2이고, 인구는 2007년 기준으로 520,000명이다.

## 지리
최고점의 고도는 89.2m, 최저점의 고도는 50.1m이다. 연평균 기온은 14.7℃이고 연평균 강수량은 786mm이다.

## 행정 구역
2개 가도, 4개 진, 3개 향을 관할한다.
- 가도: 天桥街街道, 翟庄街道.
- 진: 召陵镇, 邓襄镇, 万金镇, 老窝镇.
- 향: 后谢乡, 姬石乡, 青年村乡.